# Astetholea varia
Astetholea varia là một loài bọ cánh cứng trong họ Cerambycidae.